# Scabrosidama
Scabrosidama is een geslacht van hooiwagens uit de familie Assamiidae.
De wetenschappelijke naam Scabrosidama is voor het eerst geldig gepubliceerd door Lawrence in 1962. 

## Soorten
Scabrosidama is monotypisch en omvat slechts de volgende soort:
- Scabrosidama serratichelis